# Santa Rosa (artista plástico)
Tomás Santa Rosa Junior, também conhecido por Santa Rosa (João Pessoa, 20 de setembro de 1909 — Nova Délhi, 29 de novembro de 1956) foi um prolífico cenógrafo, artista gráfico, ilustrador, pintor, designer, gravador, professor, decorador, figurinista e crítico de arte brasileiro. Os mais próximos o chamavam simplesmente de "Santa".[carece de fontes?]
Tornou-se famoso em meados do século XX, época em que assinava com as iniciais SR as ilustrações das capas de alguns dos escritores mais importantes daquela geração. Como designer gráfico, projetou e também ilustrou livros para a Livraria José Olympio Editora, Livraria Schmidt Editora e outras. Entre os autores dos livros estavam José Lins do Rego, Rachel de Queiroz, Jorge Amado, Graciliano Ramos, Guimarães Rosa, Carlos Drummond de Andrade e outros
É reconhecido principalmente como cenógrafo, ou melhor, o primeiro cenógrafo moderno brasileiro, porém a atividade a qual se dedicou ao longo de sua vida foi a de ilustrador de livros. Entretanto o seu trabalho no ramo dos livros não era apenas ilustrá-los, era mais do que isso. Ele desenvolvia identidades visuais para os livros, ou seja, fazia um planejamento visual para estabelecer uma unicidade às publicações de determinada editora. Atualmente, o profissional que exerce esse tipo de atividade é o designer gráfico.
Foi o primeiro ilustrador do cronista Stanislaw Ponte Preta de Sérgio Porto.
Como cenógrafo, criou o espaço cênico para o espetáculo Vestido de Noiva (1943), de Nelson Rodrigues, trabalho que revolucionou a concepção cenográfica do Brasil. Como pintor, auxiliou Cândido Portinari na preparação de diversos murais.

## Vida
Nasceu na cidade de João Pessoa, capital do estado da Paraíba. Quando criança estudou piano e fez parte de um coral. Quase na casa dos 20 anos já trabalhava como contabilista. Nessa época passou no concurso público para ocupar cargo de mesma função no Banco do Brasil. Já contratado, é transferido para a cidade de Salvador/BA. De lá vai para a cidade de Maceió/AL, onde participa do movimento intelectual local. Não tinha formação acadêmica, era autodidata.
Em 1932, muda-se para o Rio de Janeiro, então a capital do Brasil e o local de concentração de artistas e intelectuais do todo país. Naquele período o país vivia um momento de explosão do mercado editorial e de valorização artística.
Morreu aos 47 anos durante uma viagem a Índia para participar, primeiro, como  representante do Brasil na Conferência Internacional de Teatro, em Bombaim, depois, como observador da 9ª Conferência Geral da Unesco para a Educação, a Ciência e a Cultura, em Nova Délhi.

## Alguns projetos gráficos de livros
Seu primeiro projeto gráfico foi para o livro Cahétes de Graciliano Ramos, 1933, Livraria Schmidt Editora.
Projetos para Ariel Editora
- Cacau, de Jorge Amado, 1933;
- Urugungo, de Raul Bopp, 1933;
- Suor, de Jorge Amado, 1934;
- Doidinho, de José Lins do Rego, 1934;
- Curiango, de Afonso Schmidt, 1935;

Alguns projetos para Livraria José Olympio Editora
- Moleque Ricardo, de José Lins do Rego, 1935;
- Bangüê, da coleção Ciclo da Cana-de-açúcar, de José Lins do Rego, década de 30;
- Menino de Engenho, da coleção Ciclo da Cana-de-açúcar, de José Lins do Rego, década de 30;
- Usina, da coleção Ciclo da Cana-de-açúcar, de José Lins do Rego, década de 30;
- A Luz no Subsolo, da coleção A Luta Contra a Fome, de Lucio Cardoso, década de 30;
- Macunaíma, de Mario de Andrade, 2ª edição, década de 30;
- Jubiabá de Jorge Amado, 1935;
- Histórias de velha Totônia, de José Lins do Rego, 1936;
- São Bernardo, de Graciliano Ramos, 1938;
- Vidas Secas, de Graciliano Ramos, 1938;
- A Mulher Ausente, de Adalgisa Nery, 1940;
- Estrela Solitára, de Augusto Frederico Schmidt, 1940;
- Fogo Morto, de José Lins do Rego, década de 40;
- Ar do Deserto, de Adalgisa Nery, década de 40;
- Assunção de Salviano, de Antonio Callado, década de 40;
- Poesias, de Carlos Drummond de Andrade, 1942;
- O Visionário, de Murilo Mendes, 1942;
- A Rosa do Povo, de Carlos Drummond de Andrade, 1945;
- Abdias, de Cyro dos Anjos, 1945;
- Poesia até Agora, de Carlos Drummond de Andrade, 1948;
- Sagarana, de João Guimarães Rosa, 1951;
- Memórias do Cárcere, de Graciliano Ramos, 1953;
- Cangaceiros, de José Lins do Rego, 1953;

## Alguns cenários
- Ásia, de Henri-René Lenormand, Rio de Janeiro/RJ, 1937;
- Orfeu, de Jean Cocteau, Rio de Janeiro/RJ, 1942;
- Vestido de Noiva, de Nelson Rodrigues, Rio de Janeiro/RJ, 1943;
- Pelleas e Melisanda, de Maurice Maeterlink, Rio de Janeiro/RJ, 1944;
- Aruanda, de Joaquim Ribeiro, Rio de Janeiro/RJ, 1949;
- A Falecida, de Nelson Rodrigues, Rio de Janeiro/RJ, 1953;
- Senhora dos Afogados, de Nelson Rodrigues, Rio de Janeiro/RJ, 1954;

## Algumas pinturas
- Pescadores, s.d.; óleo s/ tela, c.i.d.; 60 x 80 cm; Coleção Particular.
- Meninas Lendo, 1940; óleo s/ tela, c.i.d.; 72 x 84 cm.
- Pescadores, 1943; óleo s/ tela, c.i.d.; 54 x 64,9 cm; Museu Nacional de Belas Artes (Rio de Janeiro, RJ).
- Na Praia, 1945; óleo s/ tela, c.i.d.; 64,5 x 80 cm.
- O Vento, 1948; óleo s/ madeira, c.i.d.; 46 x 55 cm.
- Cabeça, 1950; óleo s/ tela, c.s.d.; 70 x 60 cm.
- Duas Mulheres, 1950; óleo s/ tela, c.i.d.; 56 x 47 cm.
- Mulheres na Praia, 1955; óleo s/ tela; 50 x 68 cm.